# 廣川かのん
廣川 かのん（ひろかわ かのん、2002年〈平成14年〉3月1日 - ）は、日本の女性アイドルで、アイドルグループ・なみだ色の消しごむのメンバーである。フレオマネジメント所属。福岡県出身。愛称は「かにょん」。

## 略歴
2014年春、「第5回K-NEXTアイドルオーディション」に応募し、同年7月5日、「瀬長島ガールズ・ポップ・フェスティバル2014」に於いて『流星群少女』の一員として初お披露目。同年8月27日にシングル「閃光ライダー」をリリースして以降、シングル4枚参加等の活動を行ったが、加入当初7名いたメンバーが最終的に廣川を含む3名に減ったことから、2016年3月26日にシャイニングウィル所属のグループ『Ru:Run』と合体し、『全力少女R』に改称する。全力少女Rでは6枚のシングルと3枚のアルバムなどを発表し、2021年9月23日をもって解散した。
その後2022年4月25日、メンバーの欠員が出ていた『欲バリセンセーション』への加入が発表され、同年5月1日にZepp Hanedaで行われた「フレオ祭vol.2～そうだ、フレオ推そう!～」に於いて欲バリセンセーションメンバーとして初お披露目された。グループ内での担当カラーは紫であった。

2023年3月19日、『欲バリセンセーション』の活動終了。

2023年7月15日、『なみだ色の消しごむ』のメンバーとしての活動を開始

## 人物

### 家族
姉はわーすたのリーダーである廣川奈々聖。かのんは奈々聖がストリート生（iDOL Street）だった頃からイベントをよく観覧していた為、奈々聖のようなアイドルになることを夢見ていたという。流星群少女時代の2015年1月31日に天神ビブレホールで行われた「SSGリーグ Round2」に奈々聖が参加していた『FUKUOKAはかたみにょん』も出演し、その中で姉妹であることを正式に明かした。以後も2018年の「わんわんにゃんにゃん秋祭り」やケンズカフェ東京のイメージガールなどで姉妹共演を行っている。

### 全力少女R関連
- メンバーカラーは流星群少女から一貫してオレンジだった[12][2][9]。
- 橘舞花[注 2]とのコンビは「まいかのん」[13]と呼ばれており、シャイニングウィルの公式チャンネルでは『まいかのんと学ぶしらないせかい』[動画 1]と題した配信も行っていた。全力少女R解散後の2022年2月11日に配信開催された「HADOアイドルウォーズ Sec.65」では、「まいかのん」が『めにぱら』の夏野香波・三和麻亜子ペアを22対16で破り優勝し、シルバーライトを獲得している[14][動画 2]。
  - ちなみに全力少女R候補生[注 3]の一人であった柳川みあとのコンビは「かにょみあ」と呼ばれていた[15]。
- 流星群少女時代から共働していた岡崎絵理菜が2020年1月に卒業して以降はサブリーダーを務めたが[9]、最終メンバー5人の中では最年少であった。

## 出演

### テレビ番組
- ch223 MUSIC PINKISS「2人のディファレンス」（2015年2月22日未明放送、静岡朝日テレビ） - 姉・奈々聖と共演
- あらぶんちょ!（東京ケーブルネットワーク）
  - 2018年 - 2019年「高校球児の夏!」ナビゲーター[16][17]
  - 2022年3月28日「#いつも俺の隣の客はラーメンを美味しそうに食べる女子ばかりだ」- 桃天花（荒川区東日暮里）編[動画 3]

### イベント
- わーすた presents わんわんにゃんにゃん秋祭り（2018年11月22日、よみうりランド 日テレらんらんホール）[10]
- HADOアイドルウォーズ Sec.65（2022年2月11日配信） - まいかのんとして[14]

### 広告
- ケンズカフェ東京イメージガール（2020年）[11]

### 雑誌
- 別冊CD&DLでーた「My Girl vol.2」（2014年12月15日発売、KADOKAWA）[18]